# 1418
Пізнє Середньовіччя •  Відродження •  Реконкіста •  Ганза •  Столітня війна

## Геополітична ситуація
Османську державу очолює Мехмед I (до 1421). Імператором Візантії є Мануїл II Палеолог (до 1425), а королем Німеччини Сигізмунд I Люксембург (до 1437). У Франції править Карл VI Божевільний (до 1422).
Апеннінський півострів розділений: північ належить Священній Римській імперії, середню частину займає Папська область, південь належить Неаполітанському королівству. Деякі міста півночі: Венеція, Флоренція, Генуя тощо, мають статус міст-республік.
Майже весь Піренейський півострів займають християнські Кастилія і Леон, де править Хуан II (до 1454), Арагонське королівство на чолі з Альфонсо V Великодушним (до 1458) та Португалія, де королює Жуан I Великий (до 1433). Під владою маврів залишилися тільки землі на самому півдні.
Генріх V є королем Англії (до 1422). У Кальмарській унії (Норвегії, Данії та Швеції) королює Ерік Померанський. В Угорщині править Сигізмунд I Люксембург (до 1437). Королем польсько-литовської держави є Владислав II Ягайло (до 1434). У Великому князівстві Литовському княжить Вітовт.
Частина руських земель перебуває під владою Золотої Орди. Галичина входить до складу Польщі. Волинь належить Великому князівству Литовському. Московське князівство очолює Василь I.
На заході євразійських степів править Золота Орда. У Єгипті панують мамлюки, а Мариніди — у Магрибі. У Китаї править династії Мін. Значними державами Індостану є Делійський султанат, Бахмані, Віджаянагара. В Японії триває період Муроматі.

## Події
- У Львові розпочато будівництво Низького муру — першої в Україні лінії оборони, призначеної для вогнепальної зброї
- 22 квітня закінчився Констанцький собор — XVI Вселенський собор католицької церкви, що засідав у місті Констанці (південна Німеччина) з 16 листопада 1414.
- У Франції бургіньйони на чолі з Жаном Безстрашним захопили Париж і влаштували масове знищення арманьяків. Дофін Карл VII утік із міста.
- Англійці розпочали облогу Руана.
- П'ємонт став частиною володінь герцога Савойського.
- Жуан Гонсалвіш Зарку відкрив острів Порту-Санту, що стало початком колонізації Мадейри португальцями
- Початок правління в Кореї Седжона Великого (1390–1450) — четвертого короля династії Чосон.

## Народились
- Альбрехт VI — перший ерцгерцог Австрії

## Померли
- Ніколя Фламель — французький алхімік, якому приписують винахід філософського каменя та еліксиру життя